# Onubactis rocioi
Onubactis rocioi is een zeeanemonensoort uit de familie Actiniidae.
Onubactis rocioi is voor het eerst wetenschappelijk beschreven door Lopez, den Hartog & Garcia in 1995.